# 義務教育費国庫負担法
義務教育費国庫負担法（ぎむきょういくひこっこふたんほう、昭和27年8月8日法律第303号）は、義務教育について、義務教育無償の原則に則り、国民のすべてに対しその妥当な規模と内容とを保障するため、国が必要な経費を負担することにより、教育の機会均等とその水準の維持向上を図ることに関する法律である。

## 構成
本文は、第1条から第3条までという短い法律である。2014年の地域の自主性及び自立性を高めるための改革の推進を図るための関係法律の整備に関する法律（2015年4月1日施行）により指定都市について教職員給与の都道府県負担が廃止されたため、指定都市について別途第3条で規定することになるまでは第1条と第2条だけであった。